# Edmund Serem
Edmund Serem (* 27. Dezember 2007) ist ein kenianischer Leichtathlet, der sich auf den Hindernislauf spezialisiert hat. 2024 wurde er in Douala mit nur 16 Jahren Vizeafrikameister über 3000 m Hindernis. Auch sein älterer Bruder Amos Serem ist als Hindernisläufer aktiv.

## Sportliche Laufbahn
Erste Erfahrungen bei internationalen Meisterschaften sammelte Edmund Serem im Jahr 2024, als er bei den Afrikaspielen in Accra in 8:31,21 min den sechsten Platz über 3000 m Hindernis belegte. Im Juni gewann er bei den Afrikameisterschaften in Douala in 8:21,94 min die Silbermedaille hinter dem Ugander Leonard Chemutai. Anschließend siegte er in 8:15,28 min bei den U20-Weltmeisterschaften in Lima.

## Persönliche Bestzeiten
- 3000 m Hindernis: 8:15,28 min, 31. August 2024 in Lima